# Robinson Ekspeditionen 2024
Robinson Ekspeditionen 2024 var den 25. sæson af den danske version af den svenske reality-tv-serie Expedition Robinson, Robinson Ekspeditionen.
I tidligere ekspeditioner har der typisk været to hold, ét på Sydstranden og ét på Nordstranden. I 2024-sæsonen startede ekspeditionen med fire hold, Lilla, Blåt, Orange og Grønt hold, hvor to hold delte hver strand. Allerede i tredje afsnit blev holdene dog inddelt i de klassiske hold (Hold Nord og Hold Syd).

## Placeringer
| Deltager                                    | Oprindeligt hold | Nye hold                                   | Hold efter Duel1                                             | Sammenlægning                                         | Placering                                                                                         |
| ------------------------------------------- | ---------------- | ------------------------------------------ | ------------------------------------------------------------ | ----------------------------------------------------- | ------------------------------------------------------------------------------------------------- |
| Nicolaj Schrøder 25 år, Valby               | Orange Hold      | Hold Nord                                  | Hold Nord                                                    | Sammenlagt Hold                                       | Vinder af Robinson 2024 (Dag 42)                                                                  |
| Sebastian Sisbo 29 år, København            | Grønt Hold       | Hold Nord                                  | Hold Nord                                                    | Sammenlagt Hold                                       | Tabte Finalen til Nicolaj Schrøder 2. plads (Dag 42)                                              |
| Helle Pultz 57 år, Esbjerg                  | Orange Hold      | Hold Nord                                  | Hold Nord                                                    | Sammenlagt Hold                                       | Tabte Finalen til Nicolaj Schrøder 3. plads (Dag 42)                                              |
| Hadi Ismail 32 år, Brøndby                  | Blåt Hold        | Hold Nord                                  | Hold Syd                                                     | Sammenlagt Hold                                       | Kvalificerede sig ikke til finalen Tabte Dødskamp til Sebastian Sisbo 4. plads (Dag 41)           |
| Ali Jahouh 29 år, Nørrebro                  | Grønt Hold       | Hold Nord                                  | Hold Nord                                                    | Sammenlagt Hold                                       | Tabte Dysten "Planken" til Nicolaj Schrøder, Hadi Ismail & Sebastian Sisbo 5. plads (Dag 40)      |
| Morten Kjær 44 år, Aalborg                  | Lilla Hold       | Hold Syd                                   | Hold Syd                                                     | Sammenlagt Hold                                       | Tabte Dødskamp til Helle Pultz (lige efter ø-rådet) 6. plads (Dag 39)                             |
| Stefanie Nielsen 32 år, Klarup              | Orange Hold      | Hold Nord                                  | Hold Nord                                                    | Sammenlagt Hold                                       | Stemt ud i Øråd 7. plads (Dag 39)                                                                 |
| Monique Kromann (Jury) 31 år, Vejle         | Grønt Hold       | Hold Nord                                  | Hold Nord                                                    | Sammenlagt Hold                                       | Stemt ud i Øråd 8. plads (Dag 35)                                                                 |
| Susanne Hoe (Jury) 49 år, Kolding           | Grønt Hold       | Hold Nord                                  | Hold Nord                                                    | Sammenlagt Hold                                       | Tabte Dødskampen "Kniven" mod Stefanie Nielsen 9. plads (Dag 34)                                  |
| Camilla Schrøder (Jury) 26 år, Valby        | Lilla Hold       | Hold Syd                                   | Hold Syd                                                     | Sammenlagt Hold                                       | Stemt ud i øråd 10. plads (Dag 33)                                                                |
| Luna Jeppesen (Jury) 29 år, Odense          | Blåt Hold        | Hold Syd                                   | Hold Syd                                                     | Sammenlagt Hold                                       | Stemt ud i øråd 11. plads (Dag 30)                                                                |
| Vibeke Lund (Jury) 42 år, Strandby          | Blåt Hold        | Hold Syd                                   | Hold Syd                                                     | De Mærkede                                            | Stemt ud i øråd 12. plads (Dag 26)                                                                |
| Jesper Hansen Eghjort (Jury) 40 år, Brøndby | Blåt Hold        | Hold Syd                                   | Hold Syd                                                     |                                                       | Medicinsk evacueret 13. plads (Dag 22)                                                            |
| Sheema Karimi 25 år, Vanløse                | Blåt Hold        | Hold Syd                                   | Hold Syd                                                     | Stemt ud i øråd 14. plads (Dag 19)                    |                                                                                                   |
| Dana Myrvig 28 år, Brøndby                  | Grønt Hold       | Hold Syd                                   | Hold Syd                                                     | Tabte Dødskamp mod Monique Kromann 15. plads (Dag 18) |                                                                                                   |
| Adam Sandgaard 26 år, København             | Blåt Hold        | Hold Syd                                   | Hold Syd                                                     | Stemt ud i øråd 16. plads (Dag 16)                    |                                                                                                   |
| Frederik Skov 46 år, Solrød                 | Orange Hold      | Hold Syd                                   |                                                              |                                                       | Tabte Duel i øråd mod Monique Kromann2 17. plads (Dag 13)                                         |
| Thor Jørgensen 35 år, Rødekro               | Orange Hold      | Hold Syd                                   | Trak sig frivilligt fra programmet 18. plads (Dag 12)        |                                                       |                                                                                                   |
| Ginna Bennet 35 år, Greve                   | Orange Hold      | Hold Nord                                  | Stemt ud i øråd 19. plads (Dag 10)                           |                                                       |                                                                                                   |
| Junior Brandt Christensen 40 år, Rødovre    | Grønt Hold       | Hold Nord                                  | Udgået på baggrund af lægernes anbefaling 20. plads (Dag 10) |                                                       |                                                                                                   |
| Carsten Dichmann Ludvigsen 50 år, Odense    | Lilla Hold       |                                            |                                                              |                                                       | Stemt ud af Adam Sandgaard efter at have tabt dødskamp mod Monique, Adam & Thor 21. plads (Dag 8) |
| Francesca Kanu 37 år, Herlev                | Lilla Hold       | Stemt ud i øråd 22. plads (Dag 7)          |                                                              |                                                       |                                                                                                   |
| Marc Ciano Marra 38 år, Hellerup            | Lilla Hold       | Udgået på grund af skade 23. plads (Dag 6) |                                                              |                                                       |                                                                                                   |
| Anne Roy 34 år, Odense                      | Lilla Hold       | Stemt ud i øråd 24. plads (Dag 4)          |                                                              |                                                       |                                                                                                   |

1.↑ I Duel tabte Hadi Ismail til Sheema Karimi og skulle som konsekvens heraf skifte hold. 
2. ↑ I Dødskamp tabte Frederik Skov til Nicolaj Schrøder og skulle som konsekvens heraf i Duel i førstkommende Øråd, uanset hvilket hold der endte heri. Her tabte han til Monique Kromann, som var blevet sendt i Duel af Hold Nord.

## Ørådsresultater
| Øråd nr. 1 (Hold Lilla & Hold Blå) | Episode | Episode | Dag    |
| ---------------------------------- | ------- | ------- | ------ |
| Øråd nr. 1 (Hold Lilla & Hold Blå) | 1       | 4       | 4      |
| Kandidater                         | Anne    | Vibeke  | Vibeke |
| Elimineret                         | Anne    | Anne    | Anne   |
| Stemmefordeling                    | 11      | 1       | 1      |

| Øråd nr. 2 (Hold Lilla & Hold Orange) | Episode   | Dag       |
| ------------------------------------- | --------- | --------- |
| Øråd nr. 2 (Hold Lilla & Hold Orange) | 2         | 7         |
| Kandidater                            | Francesca | Ginna     |
| Elimineret                            | Francesca | Francesca |
| Stemmefordeling                       | 9         | 1         |

| Øråd nr. 3 (Hold Nord) | Episode | Dag   |
| ---------------------- | ------- | ----- |
| Øråd nr. 3 (Hold Nord) | 3       | 10    |
| Kandidater             | Susanne | Ginna |
| Elimineret             | Ginna   | Ginna |
| Stemmefordeling        | 1       | 8     |

| Øråd nr. 4 (Hold Nord) | Episode              | Dag                  |
| ---------------------- | -------------------- | -------------------- |
| Øråd nr. 4 (Hold Nord) | 4                    | 13                   |
| Kandidater             | Helle                | Monique              |
| Elimineret             | Ingen (Sendt i Duel) | Ingen (Sendt i Duel) |
| Stemmefordeling        | 2                    | 6                    |

| Øråd nr. 5 (Hold Syd) | Episode | Dag  |
| --------------------- | ------- | ---- |
| Øråd nr. 5 (Hold Syd) | 5       | 16   |
| Kandidater            | Adam    | Dana |
| Elimineret            | Adam    | Adam |
| Stemmefordeling       | 7       | 2    |

| Øråd nr. 6 (Hold Syd) | Episode | Dag    |
| --------------------- | ------- | ------ |
| Øråd nr. 6 (Hold Syd) | 6       | 19     |
| Kandidater            | Sheema  | Vibeke |
| Elimineret            | Sheema  | Sheema |
| Stemmefordeling       | 6       | 1      |

| Øråd nr. 7 (Sammenlagt Hold) | Episode | Dag       |
| ---------------------------- | ------- | --------- |
| Øråd nr. 7 (Sammenlagt Hold) | 8       | 26        |
| Kandidater                   | Vibeke  | Sebastian |
| Elimineret                   | Vibeke  | Vibeke    |
| Stemmefordeling              | 9       | 3         |

| Øråd nr. 8 (Sammenlagt Hold) | Episode | Episode | Dag       |
| ---------------------------- | ------- | ------- | --------- |
| Øråd nr. 8 (Sammenlagt Hold) | 9       | 9       | 30        |
| Kandidater                   | Susanne | Luna    | Sebastian |
| Elimineret                   | Luna    | Luna    | Luna      |
| Stemmefordeling              | 1       | 9       | 4         |

Inden Ørådet havde Susanne én stemme på sig, mens Luna havde 2 stemmer på sig. Dette var konsekvenser af, at de to henholdsvis havde tabt Dyst og Duel.
| Øråd nr. 9 (Sammenlagt Hold) | Episode | Dag     |
| ---------------------------- | ------- | ------- |
| Øråd nr. 9 (Sammenlagt Hold) | 10      | 31      |
| Kandidater                   | Camilla | Monique |
| Elimineret                   | Camilla | Camilla |
| Stemmefordeling              | 10      | 1       |

Inden Ørådet havde Camilla én stemme på sig som konsekvens af forhandlingen.
| Øråd nr. 10 (Sammenlagt Hold) | Episode | Episode | Dag     | Dag     |
| ----------------------------- | ------- | ------- | ------- | ------- |
| Øråd nr. 10 (Sammenlagt Hold) | 11      | 11      | 34      | 34      |
| Kandidater                    | Monique | Ali     | Helle   | Morten  |
| Elimineret                    | Monique | Monique | Monique | Monique |
| Stemmefordeling               | 7       | 2       | 2       | 1       |

Inden Ørådet havde Ali og Helle hver to stemmer på sig som konsekvens af at have tabt Dysten.
| Øråd nr. 11 (Sammenlagt Hold + Jury) | Episode  | Episode  | Dag       |
| ------------------------------------ | -------- | -------- | --------- |
| Øråd nr. 11 (Sammenlagt Hold + Jury) | 13       |          |           |
| Kandidater                           | Nicolaj  | Stefanie | Sebastian |
| Elimineret                           | Stefanie | Stefanie | Stefanie  |
| Stemmefordeling                      | 1        | 8        | 4         |